# 5 000 meter för damer i friidrott vid olympiska sommarspelen 2000
5 000 meter för damer vid olympiska sommarspelen 2000 i Sydney avgjordes 22-25 september. 

## Medaljörer
| Gren        | Guld                    | Guld          | Silver                  | Silver        | Brons              | Brons    |
| 5 000 meter | Gabriela Szabo Rumänien | 14.40,79 (OR) | Sonia O'Sullivan Irland | 14.41,02 (NR) | Gete Wami Etiopien | 14.42,23 |

## Resultat
- Q innebär avancemang utifrån placering i heatet.
- q innebär avancemang utifrån total placering.
- DNS innebär att personen inte startade.
- DNF innebär att personen inte fullföljde.
- DQ innebär diskvalificering.
- NR innebär nationellt rekord.
- OR innebär olympiskt rekord.
- WR innebär världsrekord.
- PB innebär personligt rekord.
- SB innebär säsongsbästa.

### Försöksheat 1–3
| Heat 1 av 3 Datum: Fredagen den 22 september 2000 | Heat 1 av 3 Datum: Fredagen den 22 september 2000 | Heat 1 av 3 Datum: Fredagen den 22 september 2000 | Heat 1 av 3 Datum: Fredagen den 22 september 2000 | Heat 1 av 3 Datum: Fredagen den 22 september 2000 | Heat 1 av 3 Datum: Fredagen den 22 september 2000 | Heat 1 av 3 Datum: Fredagen den 22 september 2000 | Heat 1 av 3 Datum: Fredagen den 22 september 2000 | Heat 1 av 3 Datum: Fredagen den 22 september 2000 |
| Placering                                         | Placering                                         | Idrottare                                         | Nation                                            | Bana                                              | Tid                                               | Kval.                                             | Rekord                                            |                                                   |
| Heat                                              | Totalt                                            | Idrottare                                         | Nation                                            | Bana                                              | Tid                                               | Kval.                                             | Rekord                                            |                                                   |
| ------------------------------------------------- | ------------------------------------------------- | ------------------------------------------------- | ------------------------------------------------- | ------------------------------------------------- | ------------------------------------------------- | ------------------------------------------------- | ------------------------------------------------- | ------------------------------------------------- |
| 1                                                 | 1                                                 | Sonia O'Sullivan                                  | Irland                                            | 12                                                | 15.07,91                                          | Q                                                 | SB                                                |                                                   |
| 2                                                 | 4                                                 | Jo Pavey                                          | Storbritannien                                    | 6                                                 | 15.08,82                                          | Q                                                 | PB                                                |                                                   |
| 3                                                 | 5T                                                | Gete Wami                                         | Etiopien                                          | 2                                                 | 15.08,92                                          | Q                                                 |                                                   |                                                   |
| 4                                                 | 7                                                 | Lydia Cheromei                                    | Kenya                                             | 8                                                 | 15.09,32                                          | Q                                                 |                                                   |                                                   |
| 5                                                 | 9                                                 | Daniela Jordanova                                 | Bulgarien                                         | 3                                                 | 15.10,08                                          | q                                                 | NR                                                |                                                   |
| 6                                                 | 17                                                | Benita Willis                                     | Australien                                        | 13                                                | 15:21,37                                          |                                                   | PB                                                |                                                   |
| 7                                                 | 19                                                | Elva Dryer                                        | USA                                               | 9                                                 | 15:23.99                                          |                                                   |                                                   |                                                   |
| 8                                                 | 23                                                | Rosemary Ryan                                     | Irland                                            | 17                                                | 15:33.05                                          |                                                   |                                                   |                                                   |
| 9                                                 | 24                                                | Nora Leticia Rocha                                | Mexiko                                            | 5                                                 | 15:38.72                                          |                                                   |                                                   |                                                   |
| 10                                                | 33                                                | Michiko Shimizu                                   | Japan                                             | 16                                                | 15:48.20                                          |                                                   |                                                   |                                                   |
| 11                                                | 36                                                | Dulce Maria Rodriguez                             | Mexiko                                            | 15                                                | 15:54.17                                          |                                                   |                                                   |                                                   |
| 12                                                | 39                                                | Yamna Belkacem                                    | Frankrike                                         | 11                                                | 16:08.49                                          |                                                   |                                                   |                                                   |
| 13                                                | 40                                                | Helena Javornik                                   | Slovenien                                         | 7                                                 | 16:09.60                                          |                                                   |                                                   |                                                   |
| 14                                                | 42                                                | Elisa Cobanea                                     | Argentina                                         | 14                                                | 16:16.58                                          |                                                   |                                                   |                                                   |
| 15                                                | 44                                                | Nebiat Habtemariam                                | Eritrea                                           | 4                                                 | 16:30.41                                          |                                                   | NR                                                |                                                   |
| 16                                                | 47                                                | Maysa Hussein Matrood                             | Irak                                              | 1                                                 | 17:17.58                                          |                                                   |                                                   |                                                   |
|                                                   |                                                   | Restituta Joseph                                  | Tanzania                                          | 10                                                | DNS                                               |                                                   |                                                   |                                                   |

| Heat 2 av 3 Datum: Fredagen den 22 september 2000 | Heat 2 av 3 Datum: Fredagen den 22 september 2000 | Heat 2 av 3 Datum: Fredagen den 22 september 2000 | Heat 2 av 3 Datum: Fredagen den 22 september 2000 | Heat 2 av 3 Datum: Fredagen den 22 september 2000 | Heat 2 av 3 Datum: Fredagen den 22 september 2000 | Heat 2 av 3 Datum: Fredagen den 22 september 2000 | Heat 2 av 3 Datum: Fredagen den 22 september 2000 | Heat 2 av 3 Datum: Fredagen den 22 september 2000 |
| Placering                                         | Placering                                         | Idrottare                                         | Nation                                            | Bana                                              | Tid                                               | Kval.                                             | Rekord                                            |                                                   |
| Heat                                              | Totalt                                            | Idrottare                                         | Nation                                            | Bana                                              | Tid                                               | Kval.                                             | Rekord                                            |                                                   |
| ------------------------------------------------- | ------------------------------------------------- | ------------------------------------------------- | ------------------------------------------------- | ------------------------------------------------- | ------------------------------------------------- | ------------------------------------------------- | ------------------------------------------------- | ------------------------------------------------- |
| 1                                                 | 12                                                | Rose Cheruiyot                                    | Kenya                                             | 7                                                 | 15.13,18                                          | Q                                                 |                                                   |                                                   |
| 2                                                 | 13                                                | Ayelech Worku                                     | Etiopien                                          | 4                                                 | 15.13,26                                          | Q                                                 |                                                   |                                                   |
| 3                                                 | 14                                                | Olga Jegorova                                     | Ryssland                                          | 10                                                | 15.14,34                                          | Q                                                 |                                                   |                                                   |
| 4                                                 | 15                                                | Irina Mikitenko                                   | Tyskland                                          | 5                                                 | 15.14,76                                          | Q                                                 |                                                   |                                                   |
| 5                                                 | 16                                                | Susanne Pumper                                    | Österrike                                         | 2                                                 | 15.16,66                                          |                                                   |                                                   |                                                   |
| 6                                                 | 20                                                | Roberta Brunet                                    | Italien                                           | 16                                                | 15:27,32                                          |                                                   |                                                   |                                                   |
| 7                                                 | 21                                                | Amy Rudolph                                       | USA                                               | 12                                                | 15:28.91                                          |                                                   |                                                   |                                                   |
| 8                                                 | 25                                                | Sonja Stolic                                      | FR Jugoslavien                                    | 13                                                | 15:38.96                                          |                                                   |                                                   |                                                   |
| 9                                                 | 26                                                | Megumi Tanaka                                     | Japan                                             | 15                                                | 15:39.83                                          |                                                   |                                                   |                                                   |
| 10                                                | 27                                                | Marta Dominguez                                   | Spanien                                           | 3                                                 | 15:45.07                                          |                                                   |                                                   |                                                   |
| 11                                                | 30                                                | Hrisostomia Iakovou                               | Grekland                                          | 6                                                 | 15:46.48                                          |                                                   |                                                   |                                                   |
| 12                                                | 31                                                | Samukeliso Moyo                                   | Zimbabwe                                          | 14                                                | 15:47.76                                          |                                                   |                                                   |                                                   |
| 13                                                | 37                                                | Zhor El Kamch                                     | Marocko                                           | 8                                                 | 16:02.50                                          |                                                   |                                                   |                                                   |
| 14                                                | 38                                                | Anne Cross                                        | Australien                                        | 1                                                 | 16:07.18                                          |                                                   |                                                   |                                                   |
| 15                                                | 41                                                | Andrea Whitcombe                                  | Storbritannien                                    | 9                                                 | 16:15.82                                          |                                                   |                                                   |                                                   |
| 16                                                | 43                                                | Man Yee Maggie Chan                               | Hongkong                                          | 11                                                | 16:20.43                                          |                                                   |                                                   |                                                   |

| Heat 3 av 3 Datum: Fredagen den 22 september 2000 | Heat 3 av 3 Datum: Fredagen den 22 september 2000 | Heat 3 av 3 Datum: Fredagen den 22 september 2000 | Heat 3 av 3 Datum: Fredagen den 22 september 2000 | Heat 3 av 3 Datum: Fredagen den 22 september 2000 | Heat 3 av 3 Datum: Fredagen den 22 september 2000 | Heat 3 av 3 Datum: Fredagen den 22 september 2000 | Heat 3 av 3 Datum: Fredagen den 22 september 2000 | Heat 3 av 3 Datum: Fredagen den 22 september 2000 |
| Placering                                         | Placering                                         | Idrottare                                         | Nation                                            | Bana                                              | Tid                                               | Kval.                                             | Rekord                                            |                                                   |
| Heat                                              | Totalt                                            | Idrottare                                         | Nation                                            | Bana                                              | Tid                                               | Kval.                                             | Rekord                                            |                                                   |
| ------------------------------------------------- | ------------------------------------------------- | ------------------------------------------------- | ------------------------------------------------- | ------------------------------------------------- | ------------------------------------------------- | ------------------------------------------------- | ------------------------------------------------- | ------------------------------------------------- |
| 1                                                 | 2                                                 | Gabriela Szabo                                    | Rumänien                                          | 14                                                | 15.08,36                                          | Q                                                 |                                                   |                                                   |
| 2                                                 | 3                                                 | Worknesh Kidane                                   | Etiopien                                          | 4                                                 | 15.08,62                                          | Q                                                 |                                                   |                                                   |
| 3                                                 | 5T                                                | Tatjana Tomasjova                                 | Ryssland                                          | 15                                                | 15.08,92                                          | Q                                                 |                                                   |                                                   |
| 4                                                 | 8                                                 | Jeļena Čelnova-Prokopčuka                         | Lettland                                          | 11                                                | 15.09,45                                          | Q                                                 |                                                   |                                                   |
| 5                                                 | 10                                                | Vivian Cheruiyot                                  | Kenya                                             | 9                                                 | 15.11,11                                          | q                                                 | PB                                                |                                                   |
| 6                                                 | 11                                                | Olivera Jevtić                                    | FR Jugoslavien                                    | 17                                                | 15:11,25                                          | q                                                 | NR                                                |                                                   |
| 7                                                 | 18                                                | Yoshiko Ichikawa                                  | Japan                                             | 10                                                | 15:23.41                                          |                                                   | SB                                                |                                                   |
| 8                                                 | 22                                                | Beatriz Santiago                                  | Spanien                                           | 3                                                 | 15:31.94                                          |                                                   |                                                   |                                                   |
| 9                                                 | 28                                                | Kate Richardson                                   | Australien                                        | 1                                                 | 15:45.34                                          |                                                   |                                                   |                                                   |
| 10                                                | 29                                                | Inga Juodeškienė                                  | Litauen                                           | 12                                                | 15:46.37                                          |                                                   |                                                   |                                                   |
| 11                                                | 32                                                | Anne Marie Letko                                  | USA                                               | 6                                                 | 15:47.78                                          |                                                   |                                                   |                                                   |
| 12                                                | 34                                                | Ebru Kavaklioglu                                  | Turkiet                                           | 16                                                | 15:49.15                                          |                                                   |                                                   |                                                   |
| 13                                                | 35                                                | Breda Dennehy-Willis                              | Irland                                            | 8                                                 | 15:49.58                                          |                                                   |                                                   |                                                   |
| 14                                                | 45                                                | Diane Nukuri                                      | Burundi                                           | 2                                                 | 16:38.30                                          |                                                   | PB                                                |                                                   |
| 15                                                | 46                                                | Catherine Chikwakwa                               | Malawi                                            | 5                                                 | 16:39.82                                          |                                                   | PB                                                |                                                   |
| 16                                                | 48                                                | Priscilla Mamba                                   | Swaziland                                         | 7                                                 | 17:30.04                                          |                                                   | NR                                                |                                                   |
| 17                                                | 49                                                | Baatarkhuu Battsetseg                             | Mongoliet                                         | 13                                                | 18:22.98                                          |                                                   | SB                                                |                                                   |

#### Totalt försöksheat
| Totala resultat Försöksheat | Totala resultat Försöksheat | Totala resultat Försöksheat | Totala resultat Försöksheat | Totala resultat Försöksheat | Totala resultat Försöksheat | Totala resultat Försöksheat | Totala resultat Försöksheat | Totala resultat Försöksheat |
| Placering                   | Idrottare                   | Nation                      | Heat                        | Bana                        | Placering                   | Tid                         | Kval.                       | Rekord                      |
| --------------------------- | --------------------------- | --------------------------- | --------------------------- | --------------------------- | --------------------------- | --------------------------- | --------------------------- | --------------------------- |
| 1                           | Sonia O'Sullivan            | Irland                      | 1                           | 12                          | 1                           | 15.07,91                    | Q                           | SB                          |
| 2                           | Gabriela Szabo              | Rumänien                    | 3                           | 14                          | 1                           | 15:08.36                    | Q                           |                             |
| 3                           | Worknesh Kidane             | Etiopien                    | 3                           | 4                           | 2                           | 15:08.62                    | Q                           |                             |
| 4                           | Jo Pavey                    | Storbritannien              | 1                           | 6                           | 2                           | 15:08.82                    | Q                           | PB                          |
| 5                           | Tatjana Tomasjova           | Ryssland                    | 3                           | 15                          | 3                           | 15:08.92                    | Q                           |                             |
| 5                           | Gete Wami                   | Etiopien                    | 1                           | 2                           | 3                           | 15:08.92                    | Q                           |                             |
| 7                           | Lydia Cheromei              | Kenya                       | 1                           | 8                           | 4                           | 15:09.32                    | Q                           |                             |
| 8                           | Jeļena Čelnova-Prokopčuka   | Lettland                    | 3                           | 11                          | 4                           | 15:09.45                    | Q                           |                             |
| 9                           | Daniela Jordanova           | Bulgarien                   | 1                           | 3                           | 5                           | 15:10.08                    | q                           | NR                          |
| 10                          | Vivian Cheruiyot            | Kenya                       | 3                           | 9                           | 5                           | 15:11.11                    | q                           | PB                          |
| 11                          | Olivera Jevtić              | FR Jugoslavien              | 3                           | 17                          | 6                           | 15:11.25                    | q                           | NR                          |
| 12                          | Rose Cheruiyot              | Kenya                       | 2                           | 7                           | 1                           | 15:13.18                    | Q                           |                             |
| 13                          | Ayelech Worku               | Etiopien                    | 2                           | 4                           | 2                           | 15:13.26                    | Q                           |                             |
| 14                          | Olga Jegorova               | Ryssland                    | 2                           | 10                          | 3                           | 15:14.34                    | Q                           |                             |
| 15                          | Irina Mikitenko             | Tyskland                    | 2                           | 5                           | 4                           | 15:14.76                    | Q                           |                             |
| 16                          | Susanne Pumper              | Österrike                   | 2                           | 2                           | 5                           | 15:16.66                    |                             |                             |
| 17                          | Benita Willis               | Australien                  | 1                           | 13                          | 6                           | 15:21.37                    |                             | PB                          |
| 18                          | Yoshiko Ichikawa            | Japan                       | 3                           | 10                          | 7                           | 15:23.31                    |                             | SB                          |
| 19                          | Elva Dryer                  | USA                         | 1                           | 9                           | 7                           | 15:23.99                    |                             |                             |
| 20                          | Roberta Brunet              | Italien                     | 2                           | 1                           | 6                           | 15:27.32                    |                             |                             |
| 21                          | Amy Rudolph                 | USA                         | 2                           | 12                          | 7                           | 15:28.91                    |                             |                             |
| 22                          | Beatriz Santiago            | Spanien                     | 3                           | 3                           | 8                           | 15:31.94                    |                             |                             |
| 23                          | Rosemary Ryan               | Irland                      | 1                           | 17                          | 8                           | 15:33.05                    |                             |                             |
| 24                          | Nora Leticia Rocha          | Mexiko                      | 1                           | 5                           | 9                           | 15:38.72                    |                             |                             |
| 25                          | Sonja Stolic                | FR Jugoslavien              | 2                           | 13                          | 8                           | 15:38.96                    |                             |                             |
| 26                          | Megumi Tanaka               | Japan                       | 2                           | 15                          | 9                           | 15:39.83                    |                             |                             |
| 27                          | Marta Dominguez             | Spanien                     | 2                           | 3                           | 10                          | 15:45.07                    |                             |                             |
| 28                          | Kate Richardson             | Australien                  | 3                           | 1                           | 9                           | 15:45.34                    |                             |                             |
| 29                          | Inga Juodeškienė            | Litauen                     | 3                           | 12                          | 10                          | 15:46.37                    |                             |                             |
| 30                          | Hrisostomia Iakovou         | Grekland                    | 2                           | 6                           | 11                          | 15:46.48                    |                             |                             |
| 31                          | Samukeliso Moyo             | Zimbabwe                    | 2                           | 14                          | 12                          | 15:47.76                    |                             |                             |
| 32                          | Anne Marie Letko            | USA                         | 3                           | 6                           | 11                          | 15:47.78                    |                             |                             |
| 33                          | Michiko Shimizu             | Japan                       | 1                           | 16                          | 10                          | 15:48.20                    |                             |                             |
| 34                          | Ebru Kavaklioglu            | Turkiet                     | 3                           | 16                          | 12                          | 15:49.15                    |                             |                             |
| 35                          | Breda Dennehy-Willis        | Irland                      | 3                           | 8                           | 13                          | 15:49.58                    |                             |                             |
| 36                          | Dulce Maria Rodriguez       | Mexiko                      | 1                           | 15                          | 11                          | 15:54.17                    |                             |                             |
| 37                          | Zhor El Kamch               | Marocko                     | 2                           | 8                           | 13                          | 16:02.50                    |                             |                             |
| 38                          | Anne Cross                  | Australien                  | 2                           | 1                           | 14                          | 16:07.18                    |                             |                             |
| 39                          | Yamna Belkacem              | Frankrike                   | 1                           | 11                          | 12                          | 16:08.49                    |                             |                             |
| 40                          | Helena Javornik             | Slovenien                   | 1                           | 7                           | 13                          | 16:09.60                    |                             |                             |
| 41                          | Andrea Whitcombe            | Storbritannien              | 2                           | 9                           | 15                          | 16:15.82                    |                             |                             |
| 42                          | Elisa Cobanea               | Argentina                   | 1                           | 4                           | 14                          | 16:16.58                    |                             |                             |
| 43                          | Man Yee Maggie Chan         | Hongkong                    | 2                           | 1                           | 16                          | 16:20.43                    |                             |                             |
| 44                          | Nebiat Habtemariam          | Eritrea                     | 1                           | 4                           | 15                          | 16:30.41                    |                             | NR                          |
| 45                          | Diane Nukuri                | Burundi                     | 3                           | 2                           | 14                          | 16:38.30                    |                             | PB                          |
| 46                          | Catherine Chikwakwa         | Malawi                      | 3                           | 5                           | 15                          | 16:39.82                    |                             | PB                          |
| 47                          | Maysa Hussein Matrood       | Irak                        | 1                           | 1                           | 16                          | 17:17.58                    |                             |                             |
| 48                          | Priscilla Mamba             | Swaziland                   | 3                           | 7                           | 16                          | 17:30.04                    |                             | NR                          |
| 49                          | Baatarkhuu Battsetseg       | Mongoliet                   | 3                           | 13                          | 17                          | 18:22.98                    |                             | SB                          |
|                             | Restituta Joseph            | Tanzania                    | 1                           | 10                          |                             | DNS                         |                             |                             |

### Final
| 1  | Gabriela Szabo            | Rumänien       | 10 | 14.40,79 | OR |
| 2  | Sonia O'Sullivan          | Irland         | 7  | 14.41,02 | NR |
| 3  | Gete Wami                 | Etiopien       | 11 | 14.42,23 |    |
| 4  | Ayelech Worku             | Etiopien       | 14 | 14.42,67 |    |
| 5  | Irina Mikitenko           | Tyskland       | 1  | 14.43,59 | SB |
| 6  | Lydia Cheromei            | Kenya          | 15 | 14.47,35 | PB |
| 7  | Worknesh Kidane           | Etiopien       | 2  | 14.47,40 | PB |
| 8  | Olga Jegorova             | Ryssland       | 12 | 14.50,31 |    |
| 9  | Jeļena Čelnova-Prokopčuka | Lettland       | 6  | 14.55,46 |    |
| 10 | Daniela Jordanova         | Bulgarien      | 5  | 14.56,95 | NR |
| 11 | Rose Cheruiyot            | Kenya          | 13 | 14.58,07 |    |
| 12 | Jo Pavey                  | Storbritannien | 3  | 14.58,27 | PB |
| 13 | Tatjana Tomasjova         | Ryssland       | 4  | 15.01,28 |    |
| 14 | Vivian Cheruiyot          | Kenya          | 8  | 15.33,66 |    |
|    | Olivera Jevtić            | FR Jugoslavien | 9  | DNF      |    |